# Menegazzia ultralucens
Menegazzia ultralucens är en lavart som beskrevs av P. James & D. J. Galloway. Menegazzia ultralucens ingår i släktet Menegazzia och familjen Parmeliaceae.   Inga underarter finns listade i Catalogue of Life.